# Identidade trigonométrica fundamental
A identidade trigonométrica fundamental é uma identidade trigonométrica que expressa o teorema de Pitágoras em termos de funções trigonométricas. Junto com a fórmula da soma dos ângulos é a relação básica entre as funções seno e cosseno a partir das quais todas as outras podem ser derivadas.

## Enunciado da identidade
Matematicamente, a identidade trigonométrica fundamental diz:
{\displaystyle \operatorname {sen} ^{2}x+\cos ^{2}x=1.\qquad \qquad (1)\!}
(Note que sen2 x significa (sen x)2.)
As identidades
{\displaystyle 1+\tan ^{2}x=\sec ^{2}x\,}
e
{\displaystyle 1+\cot ^{2}x=\csc ^{2}x\,}
são os seus principais corolários e são facilmente obtidos usando álgebra elementar, a saber, dividindo-se ambos os membros da identidade trigonométrica fundamental por cos2 x e por sen2 x, respectivamente. Assim como (1), também possuem interpretações geométricas simples do teorema de Pitágoras.

## Provas e sua relação com o Teorema de Pitágoras

### Usando triângulos-retângulos
Usando a "definição" elementar das funções trigonométricas em termos dos lados de um triângulo retângulo,
{\displaystyle \cos x={\frac {\mathrm {adjacente} }{\mathrm {hipotenusa} }}}
{\displaystyle \operatorname {sen} x={\frac {\mathrm {oposto} }{\mathrm {hipotenusa} }}}
o teorema segue elevando-se ambos membros das identidades ao quadrado e depois somando-as; o membro esquerdo então fica
{\displaystyle {\frac {\mathrm {oposto} ^{2}+\mathrm {adjacente} ^{2}}{\mathrm {hipotenusa} ^{2}}}}
que pelo teorema de Pitágoras é igual a 1. Note, no entanto, que esta definição é apenas válida para ângulos entre 0 e ½π radianos (exclusive) e portanto esse argumento não prova e identidade para um ângulo qualquer. Os valores de 0 e ½π são provados trivialmente através do cálculo de seno e cosseno nesses ângulos.
Para completar a prova, as identidades encontradas em periodicidade, simetria e translações trigonométricas devem ser empregadas. Pelas identidades de periodicidade podemos dizer que se a fórmula é verdadeira para -π < x ≤ π então é verdadeira para todo x real. A seguir provamos o intervalo ½π < x ≤ π e para fazer isso tomamos t = x - ½π, que estará no intervalo 0 < x ≤ ½π. Podemos então fazer uso de versões elevadas ao quadrado de algumas identidades básicas de transformação (elevar ao quadrado convenientemente elimina os sinais de menos).
{\displaystyle \operatorname {sen} ^{2}x+\cos ^{2}x\equiv \operatorname {sen} ^{2}\left(t+{\frac {1}{2}}\pi \right)-\cos ^{2}\left(t+{\frac {1}{2}}\pi \right)\equiv \cos ^{2}t+\operatorname {sen} ^{2}t\equiv 1.}
Tudo o que falta é provar a identidade para −π < x < 0; isso pode ser feito elevando-se as identidades de simetria para obter
{\displaystyle \operatorname {sen} ^{2}x\equiv \operatorname {sen} ^{2}(-x){\mbox{ e }}\cos ^{2}x\equiv \cos ^{2}(-x)\,.}

### Usando o círculo unitário
Se as funções trigonométricas são definidas em termos do círculo unitário, a prova é imediata: dado um ângulo θ, há um único ponto P no círculo unitário centrado na origem no plano euclidiano em um ângulo θ do eixo-x, e cos θ, sen θ são respectivamente as coordenadas x e y do ponto P. Pela definição do círculo unitário, a soma dos quadrados dessas coordenadas é igual a 1, daí a identidade.
A relação com o teorema de Pitágoras deve-se ao fato do círculo unitário ser definido pela equação
{\displaystyle x^{2}+y^{2}=1\,.}
Uma vez que os eixos x e y são perpendiculares entre si, esse fato é ainda equivalente ao teorema de Pitágoras para triângulos de hipotenusa 1.

### Usando séries de potências
As funções trigonométricas também podem ser definidas usando séries de potências, para x em radianos:
{\displaystyle \sin x=\sum _{n=0}^{\infty }{\frac {(-1)^{n}}{(2n+1)!}}x^{2n+1}}
{\displaystyle \cos x=\sum _{n=0}^{\infty }{\frac {(-1)^{n}}{(2n)!}}x^{2n}}
Usando a lei formal de multiplicação para séries de potências modificada aqui para servir à forma das séries aqui, obtemos
| {\displaystyle \sin ^{2}x\,} | {\displaystyle =\sum _{i=0}^{\infty }\sum _{j=0}^{\infty }{\frac {(-1)^{i}}{(2i+1)!}}{\frac {(-1)^{j}}{(2j+1)!}}x^{(2i+1)+(2j+1)}} |
|                              | {\displaystyle =\sum _{n=1}^{\infty }\left(\sum _{i=0}^{n-1}{\frac {(-1)^{n-1}}{(2i+1)!(2(n-i-1)+1)!}}\right)x^{2n}}               |
|                              | {\displaystyle =\sum _{n=1}^{\infty }\left(\sum _{i=0}^{n-1}{2n \choose 2i+1}\right){\frac {(-1)^{n-1}}{(2n)!}}x^{2n}}             |
| {\displaystyle \cos ^{2}x\,} | {\displaystyle =\sum _{i=0}^{\infty }\sum _{j=0}^{\infty }{\frac {(-1)^{i}}{(2i)!}}{\frac {(-1)^{j}}{(2j)!}}x^{(2i)+(2j)}} |
|                              | {\displaystyle =\sum _{n=0}^{\infty }\left(\sum _{i=0}^{n}{\frac {(-1)^{n}}{(2i)!(2(n-i))!}}\right)x^{2n}}                 |
|                              | {\displaystyle =\sum _{n=0}^{\infty }\left(\sum _{i=0}^{n}{2n \choose 2i}\right){\frac {(-1)^{n}}{(2n)!}}x^{2n}}           |
Note que na expressão para {\displaystyle \sin ^{2}}, n deve ser pelo menos 1, enquanto que na expressão para {\displaystyle \cos ^{2}}, o termo constante é igual a 1. Os termos remanescentes da soma são (com fatores comuns removidos)
{\displaystyle \sum _{i=0}^{n}{2n \choose 2i}-\sum _{i=0}^{n-1}{2n \choose 2i+1}=\sum _{j=0}^{2n}(-1)^{j}{2n \choose j}=(1-1)^{2n}=0}
pelo teorema binomial. O teorema de Pitágoras não está proximamente relacionado à identidade trigonomátrica fundamental quando as funções trigonométricas são definidas desta forma; ao invés disso, em combinação com o teorema, a identidade agora mostra que essa série de potências parametriza o círculo unitário, que usamos na seção anterior.  Note que esta definição na verdade constrói as funções seno e cosseno de uma forma bastante rigorosa e prova que elas são diferenciáveis, de forma que ela inclui as duas anteriores.

### Usando a equação diferencial
É possível definir as funções seno e cosseno com duas soluções únicas para a equação diferencial
{\displaystyle y''+y=0}
satisfazendo respectivamente {\displaystyle y(0)=0,y'(0)=1} e {\displaystyle y(0)=1,y'(0)=0}.  Segue da teoria das equações diferenciais ordinárias que a primeira solução mostrada, o seno, tem a última, cos, como sua derivada, e disso segue que a derivada de cos é −sin. Para provar a identidade trigonométrica fundamental é suficiente mostrar que a função
{\displaystyle z=\sin ^{2}x+\cos ^{2}x}
é constante e igual a 1. No entanto, ao diferenciá-la e ao aplicar os dois fatos que acabamos de mencionar vemos que {\displaystyle z'=0} então z é constante e {\displaystyle z(0)=1}.
Essa forma da identidade também não tem conexão direta com o teorema de Pitágoras.